# Episodi de La vita segreta di una teenager americana (quinta stagione)
La quinta ed ultima stagione della serie televisiva La vita segreta di una teenager americana è stata trasmessa in prima visione sul canale statunitense ABC Family dall'11 giugno 2012 al 3 giugno 2013.
In Italia, è stata trasmessa in prima visione su Fox dal 30 maggio al 10 ottobre 2013. In chiaro invece è stata trasmessa per la prima volta dal 27 gennaio al 27 febbraio 2015 su Rai 4 dal lunedì al venerdì con un singolo episodio quotidiano.
| nº            | Titolo originale                     | Titolo italiano              | Prima TV USA     | Prima TV Italia   |
| Prima parte   | Prima parte                          | Prima parte                  | Prima parte      | Prima parte       |
| ------------- | ------------------------------------ | ---------------------------- | ---------------- | ----------------- |
| 1             | To Begin With...                     | Un nuovo capitolo            | 11 giugno 2012   | 30 maggio 2013    |
| 2             | Shotgun                              | Rivelazioni                  | 18 giugno 2012   | 30 maggio 2013    |
| 3             | I Do and I Don't                     | Lo voglio e non lo voglio    | 25 giugno 2012   | 6 giugno 2013     |
| 4             | Lies and Byes                        | Bugie ed addii               | 9 luglio 2012    | 6 giugno 2013     |
| 5             | Past History                         | Vecchie storie               | 16 luglio 2012   | 13 giugno 2013    |
| 6             | Holy Rollers                         | Verso la retta via           | 23 luglio 2012   | 13 giugno 2013    |
| 7             | Girlfriends                          | Le amiche del cuore          | 30 luglio 2012   | 20 giugno 2013    |
| 8             | Setting Things Straight              | Dubbi e verità               | 6 agosto 2012    | 20 giugno 2013    |
| 9             | Property Not For Sale                | Gelosie, scuse e tradimenti  | 13 agosto 2012   | 27 giugno 2013    |
| 10            | Regrets                              | Rimpianti                    | 20 agosto 2012   | 27 giugno 2013    |
| 11            | Half Over                            | Quasi alla fine              | 27 agosto 2012   | 4 luglio 2013     |
| 12            | Hedy's Happy Holiday House           | Un Natale molto speciale     | 19 dicembre 2012 | 11 luglio 2013    |
| Seconda parte |                                      |                              |                  |                   |
| 13            | To Each Her Own                      | Padri e figli                | 18 marzo 2013    | 18 luglio 2013    |
| 14            | It's a Miracle                       | Miracolo!                    | 25 marzo 2013    | 25 luglio 2013    |
| 15            | Untying the Knot                     | Sbrogliare la matassa        | 1º aprile 2013   | 1º agosto 2013    |
| 16            | Shiny and New                        | Una nuova vita               | 8 aprile 2013    | 8 agosto 2013     |
| 17            | Fraid So                             | Paure e timori               | 15 aprile 2013   | 22 agosto 2013    |
| 18            | Money for Nothin                     | Soldi facili                 | 22 aprile 2013   | 29 agosto 2013    |
| 19            | Interference                         | Interferenze                 | 29 aprile 2013   | 5 settembre 2013  |
| 20            | First and Last                       | Arrivi e partenze            | 6 maggio 2013    | 12 settembre 2013 |
| 21            | All My Sisters With Me               | Tutte per una, una per tutte | 13 maggio 2013   | 19 settembre 2013 |
| 22            | When Bad Things Happen to Bad People | Buoni e cattivi              | 20 maggio 2013   | 26 settembre 2013 |
| 23            | Caught in a Trap                     | In trappola                  | 27 maggio 2013   | 3 ottobre 2013    |
| 24            | Thank You And Goodbye                | Addio e grazie               | 3 giugno 2013    | 10 ottobre 2013   |

## Un nuovo capitolo
- Titolo originale: To Begin with ...
- Diretto da: Keith Truesdell
- Scritto da: Brenda Hampton ed Elaine Arata

### Trama
L'ultimo giorno della scuola estiva, Amy e Ricky scappano, lasciando John con il padre di Amy. La visita fuori orario di Dylan e Ben alla scuola privata di Dylan è seguita da un incendio a scuola e il padre di Ben lo sente mentre ne parla al telefono. Anne si sente fuori dal mondo a Palm Springs dopo il suo coming out e nessuno risponde alle sue chiamate. George sorprende Ashley e Toby a letto insieme.

## Rivelazioni
- Titolo originale: Shotgun
- Diretto da: Gail Bradley
- Scritto da: Brenda Hampton

### Trama
Le tre madri (Nora, Anne e Margaret) stanno aspettando che Ricky e Amy tornino a casa per prendere John. Tutti sospettano che Amy e Ricky siano fuggiti. Nel frattempo Ben sviene durante la visita al padre di Adrian. Il padre di Ben sta portando avanti un'indagine per conto proprio.

## Lo voglio e non lo voglio
- Titolo originale: I Do and I Don't...
- Diretto da: Keith Truesdell
- Scritto da: Brenda Hampton

### Trama
È il primo giorno del nuovo anno scolastico e tutti gli amici di Amy e Ricky stanno festeggiando il loro matrimonio. Tranne Ben che sta avendo un crollo.

## Bugie ed addii
- Titolo originale: Lies and Byes
- Diretto da: Gail Bradley
- Scritto da: Brenda Hampton

### Trama
Amy e Ricky lottano con la decisione di fingere di essere sposati. Ben fa visita al padre di Adrian per chiedere aiuto con la sua situazione. Nel frattempo Anne, Nora, Lauren, Madison e i genitori di Ricky stanno organizzando una festa di matrimonio per Amy e Ricky.

## Vecchie storie
- Titolo originale: Past History
- Diretto da: Anson Williams
- Scritto da: Brenda Hampton, Ken Baumann e Courtney Turk

### Trama
Amy pensa di aver perso accidentalmente i mille dollari che Mimsy le aveva dato. Ethan tiene d'occhio la nuova ragazza Kathy che è anche l'allieva incinta di Amy.

## Verso la retta via
- Titolo originale: Holy Rollers
- Diretto da: Lindsley Parsons III
- Scritto da: Brenda Hampton e Jeffrey Rodgers

### Trama
Grace sembra persuadere quasi tutti ad andare in chiesa, ma alcune sorprese rendono la loro esperienza di andare in chiesa tutt'altro che perfetta.

## Le amiche del cuore
- Titolo originale: Girlfriends
- Diretto da: Keith Truesdell
- Scritto da: Brenda Hampton e Paul Perlove

### Trama
Amy è dispiaciuta nel vedere Kathy uscire con brutta gente.

## Dubbi e verità
- Titolo originale: Setting Things Straight
- Diretto da: Gail Bradley
- Scritto da: Brenda Hampton ed Elaine Arata

### Trama
Amy è gelosa della nuova vita di Ricky al college.

## Gelosie, scuse e tradimenti
- Titolo originale: Property Not for Sale
- Diretto da: Keith Truesdell
- Scritto da: Brenda Hampton ed Elaine Arata

### Trama
Ethan si intromette quando incontra i genitori adottivi per il bambino di Kathy e Margaret lo punisce per il suo comportamento.

## Rimpianti
- Titolo originale: Regrets
- Diretto da: Gail Bradley
- Scritto da: Brenda Hampton ed Elaine Arata

### Trama
Adrian e Omar pensano di andare a vivere insieme; Anne inizia a pianificare il matrimonio di Amy.

## Quasi alla fine
- Titolo originale: Half Over
- Diretto da: Anson Williams
- Scritto da: Brenda Hampton

### Trama
Jack è ancora in ospedale e Ricky confida a George del matrimonio.

## Un Natale molto speciale
- Titolo originale: Hedy's Happy Holiday House
- Diretto da: Keith Truesdell
- Scritto da: Brenda Hampton

### Trama
È la vigilia di Natale. Ricky e Amy stanno festeggiando la loro prima vacanza insieme come famiglia. Ricky racconta ad Amy di una vecchia tradizione che faceva da bambino: intrufolarsi in un negozio di giocattoli con i suoi compagni di affidamento ogni vigilia di Natale. Ricky, Amy e John decidono di continuare la tradizione e si intrufolano nel Happy Holiday House Hedy's, meravigliandosi per le possibilità di divertimento all'interno. Ethan, vestito da Babbo Natale per fare una sorpresa a John, porta con sé una Kathy molto incinta per unirsi a loro. Nel frattempo, Grace rimane al fianco di Jack in ospedale sperando in un miracolo, mentre lui è ancora in coma per il pestaggio. Ma tutti hanno una sorpresa per le vacanze quando Kathy entra improvvisamente in travaglio.

## Padri e figli
- Titolo originale: To Each Her Own
- Diretto da: Lindsley Parsons III
- Scritto da: Brenda Hampton

### Trama
Amy e Ricky continuano a pianificare il loro matrimonio, così Amy compra il suo vestito da sposa in un negozio dell'usato. Il vestito è ridotto peggio del previsto a causa dell'usura, ma Amy vede il potenziale per renderlo fantastico. Nel frattempo, Ricky è arrabbiato per il vestito e Adrian pensa che il vestito rifletta i suoi sentimenti riguardo al matrimonio. Kathy è combattuta sul fatto di tornare a casa dopo aver avuto il bambino, ed Ethan implora i suoi genitori di lasciarlo volare in Texas con lei per chiedere ai genitori di Kathy se può restare. Jack si sta ancora riprendendo ed è innamorato di Grace. George dice ad Anne di aver visto David con figli biologici, il che le fa dubitare della paternità di Robie. E George e Kathleen incontrano la guest star Chaz Bono (che interpreta se stesso) in un ristorante, dove stanno discutendo se Robie è il figlio di George o di David.

## Miracolo!
- Titolo originale: It's a Miracle
- Diretto da: Keith Truesdell
- Scritto da: Brenda Hampton ed Elaine Arata

### Trama
Ben è euforico e mentre accompagna Ethan all'aeroporto ha un'illuminazione: Amy potrebbe non essere stata il suo primo amore. Omar lascia il suo lavoro di insegnante studente e fa una proposta di matrimonio ad Adrian. Ethan supplica i genitori di Kathy di lasciarla tornare a casa con lui. Ricky confida al dottor Fields della mancanza di entusiasmo di Amy nei confronti del loro matrimonio e Amy confida al dottor Fields di avere altre speranze e sogni. Nel frattempo, Jack è irrequieto per le sue ferite e chiede l'aiuto di Grace. E George si incontra con David per discutere della paternità di Robie.

## Sbrogliare la matassa
- Titolo originale: Untying the Knot
- Diretto da: Gail Bradley
- Scritto da: Brenda Hampton e Jeffrey Rodgers

### Trama
Anne è furiosa con George per aver mentito sulla paternità di Robie e annulla il matrimonio di Amy e Ricky, rivelando inavvertitamente la verità sul loro non matrimonio. Jack si rifiuta di chiedere aiuto mentre lotta per venire a patti con tutto quello che ha passato. Nora incoraggia George a risolvere le cose con Anne. Nel frattempo, Ethan non è felice quando Kathy e Chloe diventano amici.

## Una nuova vita
- Titolo originale: Shiny and New
- Diretto da: Gail Bradley
- Scritto da: Brenda Hampton e Paul Perlove

### Trama
Amy si dirige a New York per visitare un campus universitario ed è confusa sui suoi sentimenti per Clementine.

## Paure e timori
- Titolo originale: Fraid So
- Diretto da: Anson Williams
- Scritto da: Brenda Hampton, Kelley Turk e Courtney Turk

### Trama
George e il reverendo Stone insistono affinché Jack veda un terapista, ma è il consiglio di Adrian che alla fine lo convince ad andare. Ricky sente l'assenza di Amy mentre si destreggia nel prendersi cura di John con le sue responsabilità lavorative e scolastiche. Kathy è sbalordita quando scopre che il suo ex ragazzo vuole vedere il loro bambino. Amy si rende conto che non vuole perdere Ricky. Nel frattempo, Leo assicura un importante conto aziendale.

## Soldi facili
- Titolo originale: Money for Nothin'
- Diretto da: Lindsley Parsons III
- Scritto da: Brenda Hampton ed Elaine Arata

### Trama
Ricky cerca di trovare un modo per sostenere il sogno di Amy di andare alla Hudson University, nonostante le riserve di tutti sulla loro relazione. Amy si preoccupa per il suo futuro quando il suo incontro con il consulente del college non va proprio come si aspettava. Adrian è furiosa quando Omar le chiede di trasferirsi a New York. Jack pensa di fare causa all'università per il pestaggio subito nel campus. Nel frattempo, Ethan è determinato a scoprire il vero motivo per cui Don è in città.

## Interferenze
- Titolo originale: Interference
- Diretto da: Keith Truesdell
- Scritto da: Brenda Hampton ed Elaine Arata

### Trama
Ethan è convinto che nessun adulto utilizzi l'algebra, ma un incontro casuale con Danica McKellar lo aiuta a guardare la matematica sotto una luce diversa. La frenetica ricerca di Amy delle fedi nuziali scomparse la porta da Ben, che le consiglia di rompere con Ricky prima che sia troppo tardi. La cena romantica di George e Kathleen viene interrotta da un ospite non invitato. Nel frattempo, la signora Stone affronta Grace sulla sua relazione con Jack.

## Arrivi e partenze
- Titolo originale: First and Last
- Diretto da: Gail Bradley
- Scritto da: Brenda Hampton ed Elaine Arata

### Trama
Amy e Ricky annunciano che si sposeranno il giorno dopo che Amy si sarà diplomata al liceo, ma tutti sono scettici sul fatto che il matrimonio accadrà davvero. Grace e Jack annunciano il loro matrimonio, ma è presto chiaro che Grace sta avendo dei ripensamenti sulla sua decisione. George e Kathleen sono distratti dai loro piani segreti quando le loro madri arrivano per visite inaspettate, ma alla fine includono le loro famiglie in una sorpresa speciale. Nel frattempo, Ethan è geloso quando Kathy accetta di aiutare Brian a prepararsi per la gara di spelling.

## Tutte per una, una per tutte
- Titolo originale: All My Sisters with Me
- Diretto da: Keith Truesdell
- Scritto da: Brenda Hampton e Jeffrey Rodgers

### Trama
Amy, Adrian e Grace lottano per conciliare le loro relazioni con i loro sogni individuali in sospeso. Anne inizia a sentirsi un'estranea nella sua stessa famiglia, ma presto trova un alleato inaspettato in Kathleen. Kathy ed Ethan litigano dopo che Ethan mette in dubbio lo stato della loro relazione. Leo è preoccupato per l'ossessione di Ben per Amy. Nel frattempo, Chloe si riconnette con qualcuno del suo passato.

## Buoni e cattivi
- Titolo originale: When Bad Things Happen to Bad People
- Diretto da: Gail Bradley
- Scritto da: Brenda Hampton ed Elaine Arata

### Trama
Adrian è devastata dalla decisione di Omar e sfoga il suo dolore su Ricky e Jack. Ben si rifiuta di rinunciare al suo sogno di riunirsi con Amy e fa una confessione scioccante ad Alice. Ethan e Margaret hanno una conversazione onesta sulla sua relazione con Kathy. Nel frattempo, Clementine torna in città e fa visita a Ricky.

## In trappola
- Titolo originale: Caught in a Trap
- Diretto da: Keith Truesdell
- Scritto da: Brenda Hampton ed Elaine Arata

### Trama
Dopo aver scoperto che Anne ha cercato di convincere Amy ad andare a New York da sola, Ricky dà ad Amy un ultimatum.

## Addio e grazie
- Titolo originale: Thank You and Goodbye
- Diretto da: Gail Bradley
- Scritto da: Brenda Hampton

### Trama
Amy rompe con Ricky. Ma Ricky si prenderà cura di John per tutta la carriera universitaria di Amy.
Jack si rende conto di provare ancora qualcosa per Madison. Adrian è intenzionata a trasferirsi a New York con Omar, mentre Ben è ancora intenzionato a lottare per Amy.